# Allée du Rendez-Vous
L'allée du Rendez-Vous est une voie de circulation des jardins de Versailles, en France.

## Description
L'allée du Rendez-Vous débute à l'ouest sur l'allée de la Ceinture.
Elle rejoint l'allée Saint-Antoine environ 1 500 m à l'est.